# Пузняковецька сільська рада
| Пузняковецька сільська рада — колишній орган місцевого самоврядування у Мукачівському районі Закарпатської області з адміністративним центром у с. Пузняківці. Сільській раді підпорядковані населені пункти: - с. Пузняківці - с. Герцівці - с. Грабово - с. Крите - с. Тростяниця |

## Склад ради
Рада складається з 16 депутатів та голови.

## Керівний склад сільської ради
| ПІБ                   | Основні відомості                                                 | Дата обрання | Дата звільнення |
| --------------------- | ----------------------------------------------------------------- | ------------ | --------------- |
| Хохол Ольга Василівна | Сільський голова, 1972 року народження, освіта                    | 26.03.2006   | 31.10.2010      |
| Хохол Ольга Василівна | Сільський голова, 1972 року народження, освіта вища, позапартійна | 31.10.2010   |                 |

Примітка: таблиця складена за даними джерела